# Pesquisas eleitorais para a eleição federal de 2021 na Alemanha
Vários institutos e organizações realista pesquisas de opinião para avaliar a intenção de votos nas eleições federais alemãs de 2021. Os resultados dessas pesquisas são exibidos nesta lista.
O intervalo de datas dessas pesquisas de opinião vai desde a eleição federal anterior, realizada em 24 de setembro de 2017, até os dias atuais. A próxima eleição será realizada em 26 de setembro de 2021.

## Resumo gráfico
Civey (SPON-Wahltrend) continuou a publicar dados diários desde 1 de outubro de 2017; entretanto, seus resultados diários não são contabilizados nas linhas de tendência abaixo, e não incluídos na tabela abaixo (exceto se um artigo sobre os números for publicado no Spiegel Online ), dadas as diferenças metodológicas notáveis.